# Тамара (дочь Давида IV Строителя)
Тамара (груз. თამარი, XII век — 1161) — дочь Давида IV Строителя, царя Грузии, и царица-консорт Ширвана в качестве жены ширваншаха Манучихра III Великого, за которого она вышла замуж около 1112 года. Овдовев, она стала монахиней в монастыре Тигва в Грузии.

## Биография
Брак Тамары с ширваншахом Манучихром III Великим был отмечен в «Истории царя царей Давида» XII века, входящей в сборник грузинских летописей «Картлис цховреба», где восхваляется Тамара и её сестра Ката, вышедшая замуж за византийского царевича Исаака Комнина, как светила Востока и Запада соответственно, отражающие величие их отца. После смерти мужа Тамара вернулась в свою родную страну и в конце концов стала монахиней в монастыре, который она основала в Тигве в восточной Грузии, как указано в грузинских летописях, а также в надписи из этого монастыря, впервые опубликованной Мари-Фелисите Броссе в 1851 году. «История пяти царствований», написанная около 1223 года, упоминает о смерти Тамары, когда та была монахиней, в отрывке, который следует за записью о смерти её брата Деметре I (около 1156 года), но она была ещё жива в 1161 году, когда встретила своего племянника Георгия III во время его победоносного похода в Ани.
Современный историк О. Вильчевский утверждал, что возвращение Тамары в Грузию было вызвано политическими потрясениями в Ширване, последовавшими за смертью Манучихра III Великого. Тамара оказалась втянутой в борьбу за власть среди своих сыновей, отдавая предпочтение младшему, который присоединился к ней в попытке объединить Ширван с Грузией с помощью кипчакских наёмников. Старший сын Манучихра III Ахситан I сумел заручиться поддержкой тюркской династии Ильдегизидов, выиграв борьбу за престол и вынудив Тамару и младшего брата бежать в Грузию. По свидетельству историка Зии Буниятова, у Манучихра III и Тамар было пять сыновей: Ахситан, Шахиншах, Паридун, Паррухзад и безымянный сын, умерший в младенчестве, а также две дочери, имена которых до нас не дошли. По словам специалиста по генеалогии Кирилла Туманова, один из её сыновей, обосновавшийся в Грузии, получил владения в Абхазии и стал основателем рода Шервашидзе.